# Maik Petzold
Maik Petzold (Bautzen, 11 agosto 1976) è un triatleta tedesco.

## Carriera
Nel 2002 ha vinto la medaglia di bronzo ai Campionati europei di triathlon di Gyor.
Nel 2009 ha vinto la medaglia di bronzo nella serie di Campionati del mondo di triathlon.
Alle Olimpiadi di Atene del 2004 non è andato oltre il 19º posto assoluto.